# Здравниця
Здра́вниця (рос. Здравница) — селище у складі Митищинського міського округу Московської області, Росія.

## Населення
Населення — 940 осіб (2010; 747 у 2002).
Національний склад (станом на 2002 рік):
- росіяни — 96 %